# Mohamed Armoumen
Mohamed Armoumen (ur. 19 września 1979) – marokański piłkarz grający na pozycji napastnika.

## Kariera klubowa
Karierę piłkarską Armoumen rozpoczął w klubie FAR Rabat. W 1998 roku zadebiutował w jego barwach w pierwszej lidze marokańskiej. Pierwszy sukces w karierze osiągnął w 1999 roku, gdy zdobył Puchar Maroka. Latem 1999 został wypożyczony do Rai Casablanca, z którą w 2000 roku został mistrzem kraju. Następnie wrócił do FAR, a w 2002 roku znów odszedł na wypożyczenie, tym razem do katarskiego Al-Arabi. W 2004 roku zdobył z FAR puchar kraju, a w 2005 - mistrzostwo i Afrykański Puchar Konfederacji.
W 2005 roku Armoumen został piłkarzem Al-Kuwait Kaifan. W latach 2006 i 2007 dwukrotnie wywalczył mistrzostwo Kuwejtu. Na początku 2007 roku odszedł do KSC Lokeren, a 3 lutego 2007 zadebiutował w pierwszej lidze belgijskiej w przegranym 1:3 wyjazdowym meczu z KAA Gent.
W 2008 roku Armoumen wrócił do Maroka i ponownie grał w Rai Casablanca. W 2009 roku wywalczył mistrzostwo kraju. Po tym sukcesie odszedł do Wydadu Casablanca, a na początku 2010 roku znów został zawodnikiem FAR Rabat. Następnie grał w Wydad Fez i JS Massira.

## Kariera reprezentacyjna
W reprezentacji Maroka Armoumen zadebiutował w 2002 roku. W 2006 roku został powołany do kadry na Puchar Narodów Afryki 2006, ale nie rozegrał na nim żadnego spotkania.